# Tyrictaca
Tyrictaca é um gênero de traça pertencente à família Brachodidae.